# Джеймс Карлайл
Сър Джеймс Бетховен Карлайл (на английски: James Beethoven Carlisle), носител на Орден на Сейнт Майкъл и Сейнт Джордж, е генерал-губернатор на Антигуа и Барбуда. Той приема този пост на 10 юни 1993 г.
Сър Карлайл е женен за Налда Амелия и има 5 деца.